# MILLION MIRRORS
『MILLION MIRRORS』（ミリオンミラーズ）は、SOFT BALLETの4枚目のアルバムで、アルファレコードからビクター音楽産業(XEO Invtationレーベル)への移籍第一弾アルバム。

## 概要
- バンド史上大きな転機となった作品であり、藤井麻輝は本作リリース前のインタビューで「ファンを篩いにかけたアルバム」「ミーハーファンは駆逐する」と語っている。
- 森岡賢と藤井との初の共同作曲である「HYSTERIA」が収録されている。
- 本作は当時発足したばかりであったXEOレーベルへの移籍後の初の作品であると同時に、同日発売のBRAIN DRIVEのアルバム『完全脅威』と並んで、同レーベルの第一号タイトルでもあった。また、レーベル発足を記念してのキャンペーンが行われ、このアルバムがそのキャンペーンの対象商品の一つとなっており、封入されていた応募ハガキを期間中に送ると抽選でオムニバスでもある記念サンプラーシングルCD『FUTURAMA OF ROCK XEO special Re-Mix sampler』（CDES-67、非売品）がプレゼントとして貰えた（他の参加アーティストはBRAIN DRIVE、paint in watercolour、M-AGE。このうち、先程記した本作と同日発売のBRAIN DRIVEのアルバム『完全脅威』と、約1ヶ月後に発売されたM-AGEのアルバム『vibES』もキャンペーン対象商品であった）。さらに当時は専用の記念イベントライブが開催されたりもしており、そちらへの参加もあった。
- 2019年にリリースされたアナログ盤には「THRESHOLD (YELLOW-MIX)」は収録されていない。

## 収録曲
1. FRACTAL (森岡賢)
2. WHOLE THE WHOLE (森岡賢)
3. A SHEPHERD'S SON (森岡賢)
4. VIETNAM (藤井麻輝)
5. INSTINCT? (森岡賢)
6. HYSTERIA (藤井麻輝, 森岡賢)
7. FAIRY TALE (森岡賢)
8. MEDDLER (藤井麻輝)
9. THRESHOLD (YELLOW-MIX) (藤井麻輝)
10. THRESHOLD (WHITE-MIX) (藤井麻輝)

- 括弧内は作曲者。作詞は全て遠藤遼一。編曲は全曲SOFT BALLET。

## 関連シングル
1. ENGAGING UNIVERSE
  - ENGAGING UNIVERSE / THRESHOLD HEAD MIX

## 参加ミュージシャン
- 遠藤遼一 - ヴォーカル
- 森岡賢 - コンピュータ・プログラミングとシンセサイザー（1-3、5-7）、ピアノ（3、7）、コーラス（1、7、8）
- 藤井麻輝 - コンピュータ・プログラミングと機械（4、6、8-10）、ギター（4）、ドラムス（1、5）

### ゲスト
- Ian Curnow - キーボード・プログラミング
- Dennis Gunn - ポエトリー・リーディング（1）
- 石塚伯広 - ギター（1）
- 成田忍 - ギター（5）
- Tracy Ackerman（英語版） - コーラス（5、6）
- 北岡一浩 etc. - コーラス（5）
- 今井寿 - ギター（8）
- 太田桜子 - ヴォイス（9）
- Tee Green - ゲスト・ヴォーカル（9、10）